# Giacomo di Alessandria
Papa Giacomo (in greco Ιάκωβος Β΄; Patmo, 1803 – Patmo, 30 dicembre 1865) è stato un vescovo ortodosso greco, papa e patriarca greco-ortodosso di Alessandria e di tutta l'Africa tra il 1861 e il 1865.
Nacque a Patmos nel 1803. Lì studiò e all'età di 17 anni divenne monaco nel Monastero di Giovanni L'Evangelista, ancora studente. A 20 anni fu ordinato diacono e dopo un po' presbitero. Fino al 1832 rimase a Patmos. Quell'anno si recò a Costantinopoli, dove ricevette la protezione e il favore del patriarca Costanzo.
Il 20 novembre 1832 fu eletto metropolita di Kassandra. L'elezione fu fatta con il permesso del Patriarcato ecumenico, presso la chiesa di San Demetrio di Salonicco. Nel 1836 fece ricostruire la Cattedrale di San Nicola a Polygyros al posto delle rovine di San Charalambos che erano state bruciate dai Turchi nel 1821 insieme alla città. Tra il 1835 e il 1836 rilevò la metropolia di Serres e nel giugno 1846 fu eletto metropolita di Serres, sede in cui rimase fino al 1860. Come metropolita di Serres aiutò il metropolita Melenikou Dionysius a gestire l'amministrazione della propria diocesi a causa della sua lunga assenza da essa. L'11 ottobre 1860 fu eletto vescovo di Cizico.
Il 24 maggio 1861 fu eletto Patriarca di Alessandria. Come patriarca, cercò di interferire negli affari interni della comunità greca di Alessandria, circostanza che provocò la reazione della Comunità stessa. Nel 1862 ricordò le decisioni dei suoi predecessori riguardo alla cosiddetta "questione sinaitica".
Nell'estate del 1865 andò a Costantinopoli e tornando in inverno si fermò nella sua città natale di Patmos. Lì subì un ictus e morì il 30 dicembre 1865.

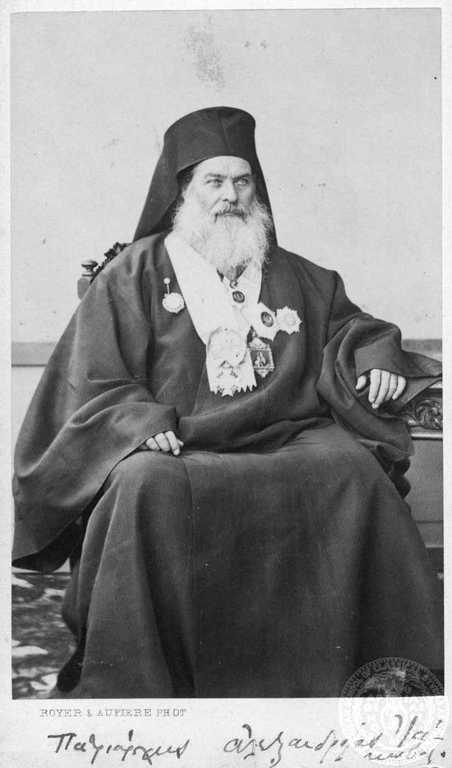
Giacomo d'Alessandria nel 1863.